# Władysław Dyniewicz

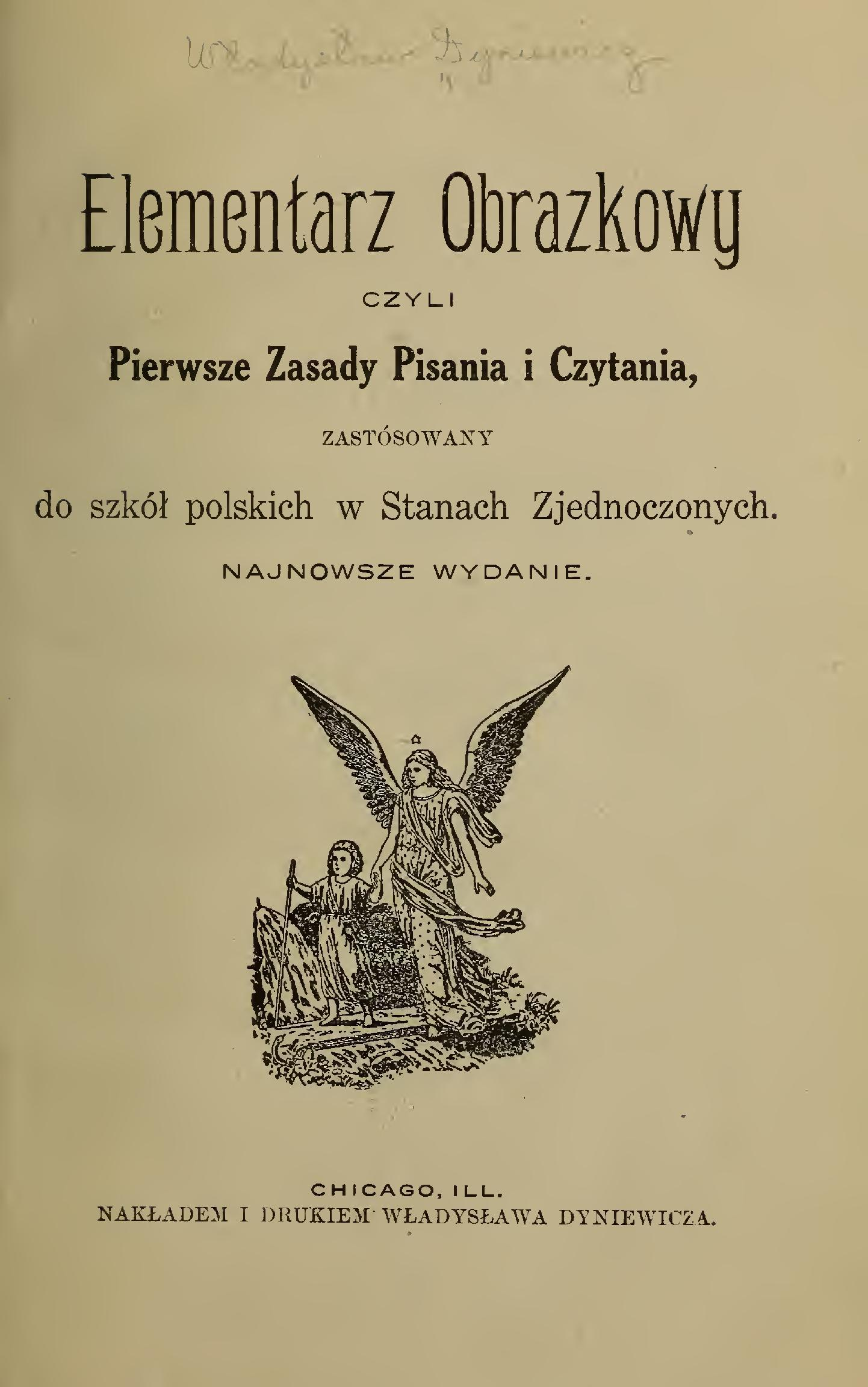
Strona tytułowa Elementarza Obrazkowego, wydanego przez Dyniewicza.

Władysław Dyniewicz (ur. 13 stycznia 1843 w Chwałkowie, zm. 2 lutego 1928 w Chicago) – działacz amerykańskiej Polonii.

## Życiorys
Od 1866 mieszkał w Stanach Zjednoczonych. W 1867 postawił dom w Chicago, gdzie od tego samego roku prowadził księgarnię, a od 1862 również drukarnię. Przyczynił się do powstania Związku Narodowego Polskiego. W latach 1873–1913 wydawał Gazetę Polską, dzieła polskich pisarzy oraz polskojęzyczne podręczniki. Gazeta Polska była pierwszym polskojęzycznym czasopismem w USA; stała się później znana jako Dyniewiczówka. Jest autorem słownika Pośrednik polsko-angielski (ukazało się 6 wydań). Miał żonę Albertynę; z ich dziesięciorga dzieci dwoje zmarło w młodym wieku.

## Twórczość
- 1874 – Pośrednik polsko-angielski: książka dla Polaków w Ameryce dla łatwego i szybkiego nauczenia się języka angielskiego
- 1884 – Przyjaciel dzieci czyli Książka do czytania, zastosowana dla szkół polskich w Ameryce
- 1886 – Historya Stanów Zjednoczonych od odkrycia Ameryki, aż do naszych czasów
- 1891 – Starved rock (Skała wymorzona głodem): szkice historyczne
- 1894 – Podręcznik geografii ojczystej zawierający treściwy opis ziem dawnej Polski z uwzględnieniem dzisiejszych stosunków i podziału politycznego : dodana krótka wiadomość o Czechach i Rusinach[4]
- 1899 – Skrócona gramatyka polska wedle Lercla i Małeckiego
- 1907 – Elementarz obrazkowy czyli Pierwsze zasady pisania i czytania: zastósowany do szkół polskich w Stanach Zjednoczonych
- 1908 – Wspomnienia z mojej młodości
- 1909 – Arytmetyka czyli Książka rachunkowa
- 1911 – Dyniewicza Trzecia czytanka dla szkół polskich w Stanach Zjednoczonych